# نمایشگاه کتاب تیرانا
نمایشگاه کتاب تیرانا (آلبانیایی: Panairi i Librit në Tiranë) از سال ۱۹۹۸ هر ساله در ماه نوامبر در تیرانا، آلبانی برگزار می‌شود.
نزدیک به ۱۰۰ غرفه‌دار، از جمله ناشران آلبانی و کشورهای همسایه مانند کوزوو، مقدونیه شمالی و مونته‌نگرو، انتشارات اخیر خود، از جمله داستان‌ها و اشعار معاصر آلبانیایی، روایت‌های تاریخی و ترجمه‌های پرفروش بین‌المللی و همچنین بخش‌های ویژه‌ای را به ادبیات کودکان اختصاص داده‌اند.